# Charles de Linange (3e prince de Linange)
Karl Friedrich Wilhelm Emich Fürst zu Leiningen ou Charles de Linange en français (né le 12 septembre 1804 à Amorbach et décédé le 13 novembre 1856 au château de Waldleiningen (de) non loin d'Amorbach)
est le troisième prince de Linange (Leiningen en allemand) et est issu de la lignée des Leiningen-Dagsburg-Hartenburg.
Il sert le royaume de Bavière en tant que général, puis devient le premier ministre-président du gouvernement du parlement de Francfort, dénommé pouvoir central provisoire.
Il est également le premier président du Mainzer Adelsverein (de) (association des nobles de Mayence), une association de migrants allemands au Texas.

## Famille
Karl zu Leiningen est le fils du prince Émile-Charles de Leiningen, qui est également écrivain et dramaturge et de sa femme Victoire de Saxe-Cobourg-Saalfeld.
Il est le demi-frère de la reine Victoria du Royaume-Uni. Après le décès de son père, sa mère a en effet épousé le 11 juillet 1818 Édouard-Auguste de Kent, le 4e fils du roi George III au Kew Palace à Surrey. De ce second mariage naît Alexandrina Victoria, la future reine de Grande-Bretagne, d'Irlande, et impératrice des Indes.
Karl épouse le 13 février 1829 à Amorbach Maria Gräfin von Klebelsberg (née le 27 mars 1806 à Dirna près de Tábor et décédée le 28 octobre 1880 à Bonn). Deux fils naissent de cette union.

## Biographie
Après avoir reçu des cours particuliers au château familial, Karl fréquente une école privée à Bernes.
En 1816, sa mère, devenue veuve, écrit « L'attention que nous portons à élever nos enfants de manière adaptée à leur rang s'attache également à leur donner une sensibilité artistique de premier ordre ».
De 1821 à 1823, il étudie le droit à l'université de Göttingen avec pour professeur Karl Friedrich Eichhorn.
Lors de ces années, il passe ses vacances en Angleterre auprès de sa mère, qui y habite après son second mariage avec le duc de Kent et Strathearn.
Chez elle, mais également à la cour britannique, son intérêt pour l'art est éveillé par les artistes locaux et les peintres de la cour.
De 1823 à 1842, il s'occupe quasiment exclusivement de la gestion de la principauté de Linange, avec notamment la construction d'une nouvelle résidence Waldleiningen.
En 1818, il entre à la première chambre du Grand-duché de Bade, puis en 1820 dans celle du Grand-duché de Hesse dans lequel il a le rang de général-major.
À partir de 1831, il devient également membre héréditaire du conseil royal bavarois (de), la première chambre du parlement bavarois.
Le 20 avril 1842, il fait partie des 21 membres fondateurs du Mainzer Adelsvereins, l'association des nobles de Mayence, qui se charge de défendre les revendications de l'émigration allemande qui veut se rendre au Texas.
Il y est élu président, mais ne travaille pas activement des affaires de l'association.
Quand elle rencontre des difficultés en 1844 et est transformée en société par action, Karl s'affaire déjà à d'autres choses, comme à sa présidence de la chambre haute du parlement bavarois poste qu'il occupe depuis 1843.
Il y reste jusqu'en 1848 et obtient en même temps le rang de lieutenant général de cavalerie. Il voyage donc régulièrement entre Amorbach et Munich.
Durant cette période, plusieurs colonies allemandes apparaissent au Texas, celle au nord de la Llano Rivers dans le comté de Llano, reçoit en 1847 le nom de Leiningen  en son honneur.
À cause des divers projets de réformes qu'il mène devant la première chambre bavaroise, Leiningen acquiert durant la révolution de mars la réputation d'être un réformateur d'inspiration libérale et un libre-penseur progressiste. 
Il plaide pour l'introduction du parlementarisme et la fin des privilèges.
En 15 juillet 1848, il est récompensé de ses prises de positions en étant nommé premier ministre-président du pouvoir central provisoire, le gouvernement du parlement de Francfort.
Ce gouvernement est nommé par le régent impérial Jean-Baptiste d'Autriche et présente ainsi un certain équilibre en matière religieuse notamment, Leiningen étant protestant alors que Jean-Baptiste est catholique.
Les relations privilégiées de Karl avec la couronne britannique font espérer la reconnaissance du nouveau gouvernement par cette dernière et un arbitrage de la Grande-Bretagne en leur faveur dans le conflit autour des duchés danois de Schleswig et Holstein.
Il n'en est pourtant rien.
Le roi de Prusse Frédéric-Guillaume IV cède cependant aux pressions extérieures dans ce conflit, notamment venant de Russie, et signe sans en informer le parlement de Francfort l'armistice de Malmö avec le Danemark.
Les troupes prussiennes étant mobilisé officiellement sous le mandat fédéral, en tant qu'armée de la confédération germanique, la Prusse outrepasse clairement le gouvernement fédéral.
Le parlement de Francfort est très remonté et refuse de ratifier le traité. Karl zu Leiningen n'ayant pas de réel moyen de pression contre la Prusse, le parlement ne peut imposer ses vues. Il démissionne en conséquence le 5 septembre 1848.
Il se retire par la même occasion du monde politique, persuadé que ses efforts pour unifier l'Allemagne ont été vains.
Son successeur au poste de ministre-président est Anton von Schmerling.
En février 1851, il se retire de la présidence de l'Adelsverein. Il est suivi à cette fonction par Hermann de Wied le 12 mai 1851.
Le 13 novembre 1856, Karl zu Leiningen s'éteint au château de Waldleiningen dans les environs d'Amorbach, victime d'une crise cardiaque. Son héritier est Ernst zu Leiningen.